# TCG Ufuk (A-591)
Ufuk (A-591) je cvičné, testovací a zpravodajské (SIGINT/ELINT) plavidlo tureckého námořnictva vyvinuté na základě tureckých korvet třídy Ada. Jeho přijetí do služby se plánuje na rok 2020. Jedná se o první špionážní plavidlo postavené tureckými loděnicemi.

## Stavba
Stavba plavidla byla objednána 30. prosince 2016. Hlavním kontraktorem projektu byla společnost STM, přičemž speciální vybavení dodala společnost Aselsan a stavbu zajistila loděnice tureckého námořnictva v Istanbulu (Námořní loděnice v Istanbulu). Slavnostní první řezání oceli proběhlo 2. května 2017. Na vodu bylo spuštěno 9. února 2019 za přítomnosti tureckého prezidenta Erdoğana. V červenci 2020 plavidlo zahájilo zkoušky.

## Konstrukce
Trup a nástavby plavidla vykazují nápadnou podobnost s korvetami třídy Ada. Mezi významné vizuální odlišnosti patří absence výzbroje a hangáru pro vrtulník. Na zádi ale je vybaveno přistávací plochou. Odlišné je i složení elektroniky. Oproti třídě Ada byl na plavidle Ufuk použit slabší pohonný systém s dieselovými motory o výkonu 11 533 hp. Nejvyšší rychlost má přesáhnout 18 uzlů.